# Веселе (Раївська сільська громада)
Весе́ле — село в Україні, у Синельниківському районі Дніпропетровської області. Входить до складу Раївської сільської громади. Населення за переписом 2001 року становить 884 особи. Орган місцевого самоврядування - Раївська сільська рада.

## Географія
Село Веселе розташоване на північній околиці міста Синельникове. Поруч проходить автомобільна дорога Т 0416 і залізниця, станція Синельникове II за 1 км.

## Історія
У 30-х роках ХХ сторіччя у селі Веселому  працювала вчителькою Антоніна Андріївна Кукоба (Чепурківська).
12 червня 2020 року, відповідно до розпорядження Кабінету Міністрів України № 709-р від «Про визначення адміністративних центрів та затвердження територій територіальних громад Дніпропетровської області», увійшло до складу Раївської сільської громади.
19 липня 2020 року, в результаті адміністративно-територіальної реформи та ліквідації   Синельниківського (1923—2020) району, село увійшло до складу новоутвореного Синельниківського району.

## Населення

### Мова
Розподіл населення за рідною мовою за даними перепису 2001 року:
| Мова            | Кількість | Відсоток |
| --------------- | --------- | -------- |
| українська      | 787       | 89.03%   |
| російська       | 94        | 10.63%   |
| румунська       | 1         | 0.11%    |
| інші/не вказали | 2         | 0.23%    |
| Усього          | 884       | 100%     |

## Економіка
- ТОВ «Плодорозплідник ім. Мічуріна».
- ТОВ «КОМ».

## Об'єкти соціальної сфери
- Фельдшерсько-акушерський пункт.

## Релігія
В селі знаходиться храм ікони Божої Матері "Печерської" (вул. Осіння).

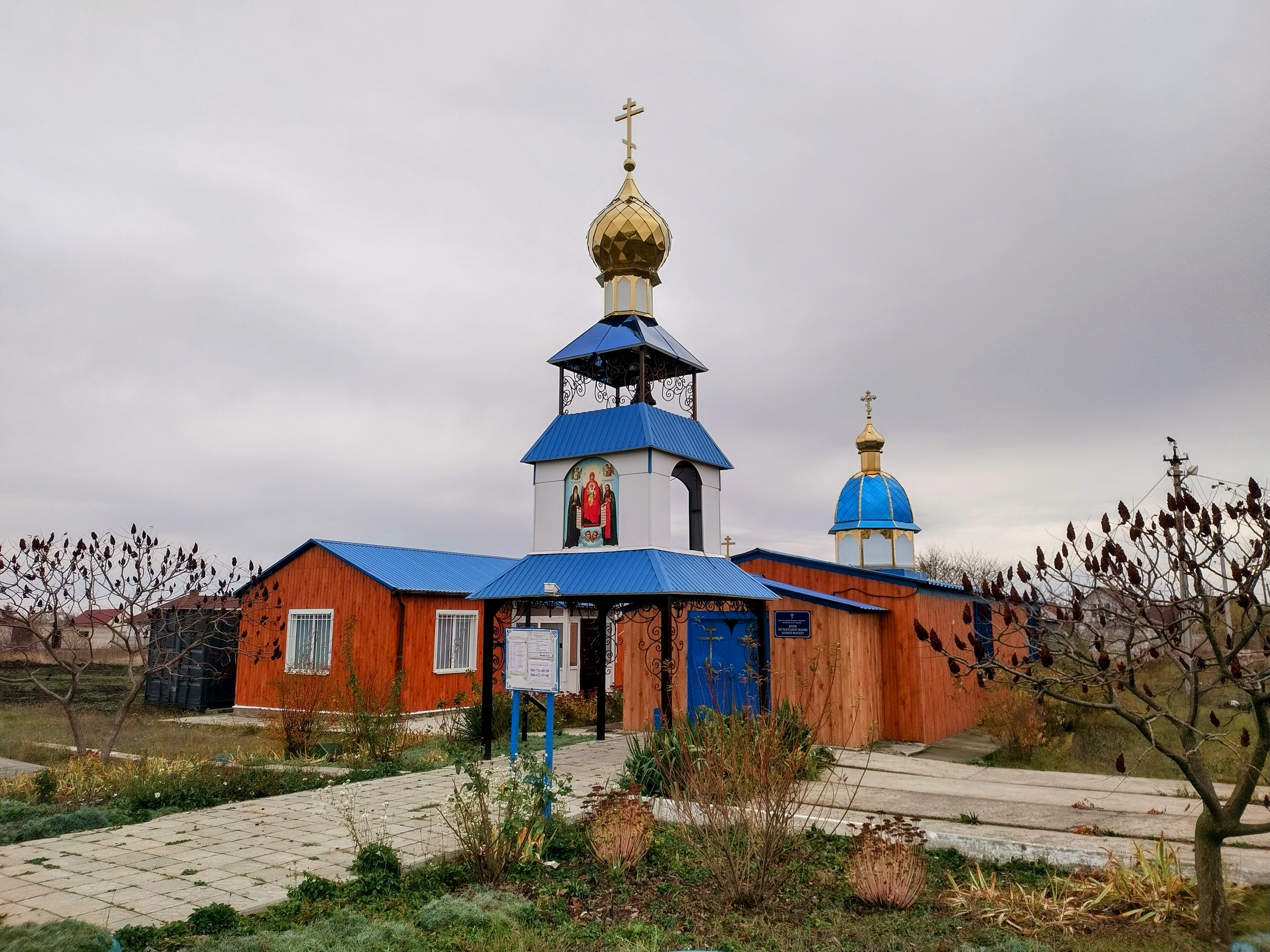
Храм ікони Божої Матері "Печерської"

## Інтернет-посилання
- Погода в селі Раївка